# Szarvaság (Hunyad megye)
Szarvaság románul: Stejărel, falu Romániában, Erdélyben, Hunyad megyében.